# 涼宮ハルヒちゃんの憂鬱
『涼宮ハルヒちゃんの憂鬱』（すずみやハルヒちゃんのゆううつ）は、ぷよによる4コマ漫画とショートギャグ形式、通常のコマ割りの漫画がセットになっている、『涼宮ハルヒシリーズ』のパロディギャグ漫画。

## 概要
「公式ギャグ漫画」と銘打たれ、『月刊少年エース』2007年9月号、『ザ・スニーカー』においては2007年10月号から2011年4月号まで出張版として連載していたが、同誌の休刊により終了した。また、月刊少年エース増刊『エースアサルト』にも2007年SUMMER号より読切の形で連載していたが2009年SPRING号で『エースアサルト』が終了したことにより連載終了したが、2011年3月9日創刊の『4コマnanoエース』においても創刊号のVol.1（2011年3月9日発売）連載を開始した。しかし『4コマnanoエース』の連載も2012年Vol.11号（2012年3月9日発売）にて連載を終了した。『月刊少年エース』のみにおいて連載を継続中だったが2019年2月号で連載が終了した。
アニメ第2期の発表から既に1年以上経過していながら依然放送されず、また原作第10巻『驚愕』の発売延期発表から1年経過していた中で単行本第1巻が発売されたため、初版の即日完売が相次ぎ、2版以降が期間をまたがず緊急増刷された。既刊2巻の段階で累計100万部、5巻刊行時点で『長門有希ちゃんの消失』と合わせて200万部を突破した。
2009年7月に創刊された『ヤングエース』において、スピンオフ作品となる『長門有希ちゃんの消失』が連載を開始した。こちらは、長門有希が主人公で涼宮ハルヒちゃんの憂鬱のスピンオフではあるが、世界観は異なる。
また2012年には涼宮ハルヒちゃんの憂鬱のスピンオフ作品『古泉一樹くんの陰謀』がアルティマエース（角川書店）2012年Vol.4号（2012年4月18日発売号）より連載を開始し休刊号のVol.7号まで連載された。世界観は涼宮ハルヒちゃんの憂鬱と同一で主人公は古泉一樹。機関内の日常を描いたギャグ作品で涼宮ハルヒちゃんの憂鬱の第9巻に収録された。

## 登場人物
「声」はアニメ版における担当声優。
涼宮 ハルヒ（すずみや ハルヒ）
声 - 平野綾
本作品の主人公。SOS団団長。わがままで横暴で自己中心的な性格。原作同様、ストレス等で閉鎖空間を生み出したり、無茶な事をやろうと言い出すところは変わらないが、ギャグ漫画であるため原作以上に行動がハチャメチャ。また、クリスマス・節分・ハロウィン等室内でのイベント事は部室や部室が使用できない場合は鶴屋さんの家で、運動会・のど自慢等屋外でのイベント事は公園や花見・ハイキング・サバイバルツアー等公園でできないようなことは鶴屋さんの所有地でやることが多く、内容を知らなくても司会者になって実施する。恐ろしいほど運動神経がいい。キョンによく暴力を振るうが、実は気になっている。しかし、古泉の暗躍でキョンとデートすることになったときは、手を繋いで数歩で限界に達していた。超能力戦隊や丸鶴デパートのオリジナル特撮ショーに熱中するなど、特撮好きでもある様子。基本はボケ担当だが、キョンや長門に対してツッコミを入れることも多い。鶴屋さんとは「みくるを愛でる同志」でもある。カチューシャがなくなると能力が大幅に減少する。
原作中ハシラでの人物紹介では「ハルヒちゃん」、アニメのスタッフロールでは「涼宮ハルヒちゃん」となっている。一人称は「私」と書いて「あたし」とルビが振られる。
原作者の谷川流は、「こっちのハルヒの方が原作よりもハルヒらしい行動を取っている」とハルヒちゃん単行本1巻で評している。
牧羊犬（ぼくようけん）
キョンの初夢の中に羊（みくる）と共に登場する犬の着ぐるみを着たハルヒ。寝ようとしているキョンに、寝やすいように羊を数えさせようとして、羊に火の輪くぐりを強要する。また、正月には自作のブラックなお正月の歌を歌ったりする。
10巻冒頭で他のメンバー（羊・ナス長門・富士泉・鷹屋さん）とともにキョンの夢を卒業しみくるの夢に移籍したが、10巻終盤で全員（ただし、羊がみくる（大）に変わっている）がキョンに呼び戻された。
涼宮 ハルヒ（中一）
3年前に時間遡行したキョンが出会ったハルヒ。パンダの柄が描かれたTシャツが特徴で、悪魔のようなことをひらめく頭脳の持ち主。

キョン
声 - 杉田智和
一応主人公だが、周囲は「主人公」と認知しており、キョンが主人公にあるまじきことを行うと、ツッコミが入る。本名不明。SOS団平団員で、SOS団では唯一普通の人間かつ常識人。原作よりやや童顔。原作同様ツッコミ役だが、ボケもこなす。ときにはハルヒにスルーされることもある。古泉からそのツッコミがいつか世界を救うと言われているが、本人は否定している。たまにSOS団で作るテレビ番組では、彼の爆発オチで終わる（クイズ番組等）ことが多くハルヒに注意されたが、無論本人は全く望んでいない。料理は作るより食べる方が好き。ギャグ漫画ということもあって原作以上に派手な演出が多い。ハルヒと同じく、デートの際は手を繋いで数歩で限界に達し、口から魂が出ていた。「来るべきXデー対策会議」で着けた素性を表す仮面には鹿の方の「キョン」が描かれていた。
キョン バーストモード
神人のような姿のキョン。ツッコミのリアクションがより大きくなる。原作ではジャンプして巨大化。アニメ版では直接巨大化した。

長門 有希（ながと ゆき）
声 - 茅原実里
情報統合思念体によって造られた対有機生命体コンタクト用ヒューマノイドインターフェース（ようするに宇宙人）。SOS団専属無口キャラだが原作よりは饒舌。唯一の文芸部員であり、コンピ研準部員。基本的に無表情ではあるが、目を輝かせる、涙を浮かべる、ふくれっ面をする、落ち込むなど、原作よりも感情豊かだが声は無感情（アニメの主題歌などでも原作と違い、棒読みで歌うため歌は得意ではない）。原作では読書家だったが、本作では「ゲーム好き」というキャラ付けになっており、ゲーム以外にもコスプレや特撮などに興味を持ち、多趣味であると補足されている。物事にそれらの趣味が絡むと、しばしば暴走してそれをハルヒに諌められることもある。また「妹」「メイド」「巫女」など様々な萌え属性に対して「○○は素晴らしい」と発言しており、その事でキョンに「一度自分のキャラを見直せ」と突っ込まれている。逆に本、特に小説の類は読まなくなり、攻略本や漫画を読むことが多くなっている。原作同様、超人的な能力を持っているが使用することは少ない。キョンにもらったウサギ型ヘッドホンを愛用している。原作の「見た目に反して大食い」という設定をさらに発展させて、トリュフチョコやポッキーの空箱の山を築き上げたり、大食い大会で優勝したりしている。5秒43で眠れるほど寝つきがいい。
漫画版では原作とは違い私服を着ている場面が多々あるが、アニメでは原作通り家の中でも外出先でも北高の制服を着ており、コスプレを除くとそれ以外の服を着ている回数が少ない。
SOS団やその周囲の人物をモチーフに恋愛ゲームを自作した事があるが、自身のシナリオは原作の『消失』の展開になっていた。
漫画のラスト2ページは彼女とあちゃくら&キミドリさんの4コマとなっており、アニメもあちゃくらさん登場以降、偶数話がその4コマ部分をアニメ化したものになっており、半ば主役級の扱いとなっている。
あちゃくらさん曰く、「一緒に暮らしていて、どんどん人間味が増していくのを感じる」らしい。
ナストラップ
キョンの初夢に登場するナスの着ぐるみを着た携帯ストラップサイズの長門。キョンが目覚めるためにアドバイスをする。実際に『少年エース』で付録として作られた。
ナス長門（ナスながと）
ナスの着ぐるみを着た長門。ナストラップが人間サイズになったもので、2度目の初夢話の際、牛になってしまったキョンの妹を元に戻すため構成情報を一手に引き取った事で等身大化した。本人曰く「まだ2つ進化の過程を残している」らしい。

朝比奈 みくる（あさひな みくる）
声 - 後藤邑子
未来人。SOS団専属マスコット。未来人とは思えないほど天然ボケで何かと騙されやすく、通販番組の高額商品を騙され、本当に便利だと思って買ってしまうなど常にかわいそうな目に遭っている。作者曰く、「描いてて一番楽しい」キャラ。長門のコスプレ好きにライバル心を抱いているが、長門は彼女のコスプレに萌えている。原作中ハシラでの人物紹介では「みくるちゃん」となっている。原作以上に悲惨な目に遭うことが多い。泣き声は「ぴぃぃぃぃぃ〜」。足音は「よちよち」。驚く時の声は「ほにゃー」。一生懸命書く時は「もちもち」。体重がとても軽く、3巻では春一番の風で坂を転がり落ち、アニメでは吹き飛ばされた。SOS団主催の大食い大会ではどんぶり一杯分完食でギブアップしていた。いつもメイドのコスプレをしているせいか、メイド関係の事柄には過敏に反応する。実は上司スキルを隠し持つ。またアニメでは原作では決して出さないような声を出したことがある。
羊（ひつじ）
キョンの初夢で牧羊犬（ハルヒ）とともに登場する羊の着ぐるみを着たみくる。キョンが眠れるように羊を数えさせようとする牧羊犬に、火の輪くぐりを強制される。羊の着ぐるみを着たみくるとして本編にも登場している。
10巻終盤でキョンに呼び戻された際には中身がみくる（大）に変わっている。
朝比奈 みくる（大）
未来のみくる。「1年に3回しか登場できない」と嘆くほど出番が少ないため、何とかインパクトを残そうと努力している。3巻『消失』では「もっと早く過去へ来ないと私の出番がなくなる」とキョンに説教をしたことも。現在のみくるに対しては過剰なほどの攻撃を仕掛ける。5巻にて「何も出来なかった自分が嫌で変わった」とみくるがみくる（大）に至るまでのシリアスな背後設定が語られたが、結局長門との問答に敗北して過去の自分を受け入れた。ちなみに本作で「みくるは長門が苦手」という設定が反映されたのはみくる（大）が登場した時のみである。
朝比奈 みくる（真）
9巻で学園内のパワースポット（実はすべてハルヒが関わったもの）を巡った際に、すべての場所で「理想の私になりたい」と願ったことでパワースポットの力により変化した姿。雰囲気はみくる（大）に似ているが、実際には物理的に2倍ぐらいの身長になっている。

古泉 一樹（こいずみ いつき）
声 - 小野大輔
超能力者。SOS団副団長兼SOS団専属謎の美形転校生。爽やか笑顔が憎い男。全てのゲームに負ける男。原作と違い、ツッコミとボケを両立させたキャラになっている。ツッコミは、説明口調で回りくどい。一人称は「僕」だが、初期は「僕」と「私」が混在していた。原作同様、神人と戦う超能力を持ち、本作では仲間と「超能力戦隊」として戦隊モノのヒーローのように戦っており、古泉はレッド。閉鎖空間に対するアイディアがややズレており、発生を抑えようとするがいつも失敗している。原作よりキョンとは仲が良く、いいコンビになっている。要領がいいので、ハルヒからの被害は少ない。風が吹くと、よく胸元がはだける。SOS団で作るテレビ番組ではカメラマンを担当。また、「機関の仕事が楽になるから」と、キョンとハルヒをくっつかせようと色々極端なアドバイスをしたり暗躍したりする。
富士泉（ふじいずみ）
キョンの初夢の中で富士山のコスプレで登場する古泉。本人曰く、実際は富士山ではなくただの山らしい。ホバリング走行の他、空も飛べる。
レッド
後述する超能力戦隊のリーダー。

朝倉 涼子（あさくら りょうこ）
声 - 桑谷夏子
長門と同じ対有機生命体コンタクト用ヒューマノイドインターフェース（宇宙人）であるが、キョンを殺そうとしたため長門の頭突きを受けて消滅した。
あちゃくらりょうこ（あちゃくらさん）
声 - 桑谷夏子
長門の頭突きで消滅させられた後、バックアップによって復活を果たした朝倉涼子。だが何故か復活に失敗し、サイズが幼児ぐらいに小さくなった。以後、長門に偶然拾われて長門宅にて居候の身になる。その後は、日中家事をしているせいか主婦化が進み、最近ではキョンの抹殺という本来の使命さえ忘れかけている。しかし消滅前のナイフ捌きは健在で、ナイフを手にすると人格が「朝倉涼子」に戻る。宇宙的パワーを使えるが、使うとさらに体が縮む。長門によく弄ばれるが、原作のような長門への敵対心はなく、長門やキミドリさんとは結構楽しく暮らしている。
あちゃくらりょうこ（朝倉サイズ）
一度、甘酒を飲み二日酔い状態になり、朝倉サイズになったが、二日酔いから醒めた途端あちゃくらサイズに戻ってしまった。またチビキャラと等身大キャラが逆転したときにも朝倉サイズに戻っており、このときは母性本能が暴走しチビキャラ長門を愛でるだけで終わっている。
あちゃくらりょうこ（中学生サイズ）
7巻の最終話で偶然変身した「宇宙少女マジカル☆涼子」をもとに、修行でその状態を維持できるようにした形態。8巻の終盤から登場し、その後は適材適所であちゃくらさんサイズと使い分けをしている。

鶴屋さん（つるや さん）
声 - 松岡由貴
下の名前は不明。原作以上に便利な人となっており、ハルヒ達が騒ぐ場所に困った際には、すかさずそれを提供するSOS団のスポンサー的存在。「鶴屋流古武術」なる格闘技の使い手で本人曰く、19歳で免許皆伝する予定。森園生とはライバルであり、現在はよき友人でもある。他にも数多くの秘奥義を持っており、大抵のことをノリでやりきる、ある意味超人的な人物。ただし、似顔絵は得意でない様子。実家は相当な富豪らしく、デパート、洋菓子店、製粉所、神社などを経営し、山、無人島、花見専用公園を所有している。SOS団のみならず「機関」のスポンサーでもあるが、鶴屋さん自身は森と新川が「機関」の組織員であることは知らない。ハルヒとは「みくるを愛でる同志」でもある。
鷹屋さん（たかや さん）
キョンの初夢の中に登場する鶴屋さん。名前からして一富士二鷹三茄子のうちの鷹のはずで本人も「体は鶴でも心は鷹」と言っているが、見た目はどう見ても鶴のコスプレである。強力なくちばし攻撃は一撃で岩を砕く。空も飛べるが、緊急の場合は走ってやってくる。

キョンの妹（キョンのいもうと）
声 - あおきさやか
その名の通りキョンの妹。本名不明。キョンのあだ名を定着させた。楽しいことには目がなく、キョンがハルヒたちと楽しいことをしそうなときには、自己犠牲を払ってでも一緒に楽しもうとする。またキョンが自分を放って楽しいことをしているのを知った際は豹変し、シャミセンを弄びつつキョンの帰りを待ち、帰ってきたキョンにも攻撃をしかけており、この時セリフの「です」の部分が「DEATH」になっている。タックルは世界を狙える程とキョン談。ハルヒとは気が合う。別名「キングオブ妹」。あちゃくらさんとキミドリさんがネコに襲われそうなところを助け、2人から師匠として崇められている。
牛
キョンの初夢の中でキョンの妹がなってしまった姿。

谷口（たにぐち）
声 - 白石稔
キョンの友人でだめなほう。下の名前は不明。出番はやや少なめ。ハルヒの願望により何がしかに変化（変身）させられ、長門によって元の姿に修正されることが多い。原作同様女好きで、朝比奈みくる関連のグッズや鶴屋さんや森さんの笑顔などを提供されれば、キョンや国木田やハルヒの無茶な命令も聞き、嫌な事でもやる。大食い大会の回でキョン達はそれを利用しようとしたが、森さんが鍋に蟹を丸ごと入れていたため、途中で泡を吹いてギブアップした。
鬼口（おにぐち）
鬼の格好をさせられた谷口。節分や夏祭りに登場する。節分の日には、鬼に優しいハルヒによりもてなしを受けるが、結局一人ぼっちにさせられる。アニメDVDのCMキャラクターとして実写（演 - 白石稔）でも登場している。
サンタ
クリスマスの日、河童のミイラをコンピ研に返そうと学校に忍び込んだところ、ハルヒの願望により大男化する。
アニメDVDのCMの1つでは、サンタ変身解除後と思われる谷口（演 - 白石稔）がカッパを探すシーンが流れる。
怪奇狼男（かいきおおかみおとこ）
谷口が、鶴屋さんの一言を聞いたハルヒの願望により満月を見て変貌した姿。外見は狼というよりも、雪男のような異常に毛深い人間。これを見た国木田に「キモイ」と言われた。

国木田（くにきだ）
声 - 松元惠
キョンの友人でまだいいほう。下の名前は不明。影が薄く出番も少ないが、冷静でしっかりもの。意外と毒舌。セーラー服での女装が意外と似合い谷口の評価では「B+」以上。また6巻で海水浴に行った際にはスクール水着で登場し、「女装キャラだと思われたらどうするんだよ」と発言したことにより、その後は女装をすることはなくなった。
アニメ版では第7話にしか登場していない上、台詞も「がんばれー」の一言のみであった。

森 園生（もり そのう）
声 - 大前茜
「機関」の組織員。本作では格闘技をこなす超人的なメイド。鶴屋さんとはライバル同士であり、現在はよき友人。みくるからはメイドとして尊敬されている。メイドであるため普段から敬語を使っている。丸鶴デパートのオリジナル特撮ショー作品に登場する「怪人」の中の人でもある。戦闘能力は、鶴屋さんより一歩勝る。当初は完璧超人だったが、大食い大会で蟹を丸ごと鍋にいれてしまったり、手加減が苦手だったりとドジな一面が強調されつつあるが、初期の時点で既に古泉が「ドジっ子」と言っている。キョンがハルヒをくすぐっているところを目撃した際に真っ赤になったりハルヒのコスプレをさせられた時はスカートを必死に抑えたりと、かなりウブな模様。
原作中ハシラでの人物紹介、アニメのスタッフロールでは「森さん」と紹介されている。
作画のぷよお気に入りキャラであり、各巻にラフ画であるが書き下ろしで描かれている。
ハルヒ役の森さん
「来るべきXデー（古泉曰く「涼宮さんの嘘がすべて現実になる日」）に備えるため」と古泉に促されハルヒのコスプレ姿で登場するが、結局ハルヒ以外のSOS団メンバーに弄ばれて終わる。また、この話を契機にイジられキャラという位置づけになっている。ちなみに、この回で長門が森さんの恥ずかしい発言を目覚まし時計に録音しているが、この時計は別の回で朝倉サイズに戻ったあちゃくらさんに破壊された。表紙や4巻のラフ画でも描かれている。
黒うさぎの郵便屋さん
8巻でキョンの初夢の中に登場する森さん。キョンたちに旅行中の古泉からの絵はがきを届けたが、目を覚ましたキョンが消えていくのを見て驚いていた。

新川（あらかわ）
声 - 大塚明夫
「機関」の組織員。下の名前は不明。原作よりダンディさが強調されている。丸鶴デパートのオリジナル特撮ショー作品に登場する「ヒゲ仮面」の正体でもある。ショーのサイン会では行列が並ぶ人気者。超人的なドライブテクニックを持ち、どんな場所にもタクシーまたはバスで駆けつけることが出来る。タクシーではスピンさせて人物のぎりぎり手前で停車させて登場するため、「機関」のメンバーの暴走には基本的に動じない古泉にすら「いつか轢き殺されそう」と怖れられている。
原作中ハシラでの人物紹介、アニメのスタッフロールは「新川さん」と紹介されている。
単行本4巻表紙を古泉・森と共に飾っているが、4巻内では名前しか出ていない。
古泉役の新川さん
古泉が機関の慰安旅行に行っている間、古泉の代役として登場した古泉になりきった新川さん。ひげがあるため一目で新川さんであることがわかるのだが、求心力やカリスマ性で周りの人に古泉だと認識させている。

コンピ研部長（コンピけんぶちょう）
声 - こぶしのぶゆき
その名の通りコンピュータ研究会部長。本名不明。出番は少なめ。SOS団で不要になった物を部室に置いていかれるなど、いつもハルヒのわがままの被害者。運動神経はかなりいい。

喜緑 江美里（きみどり えみり）
原作と同じく、対有機生命体コンタクト用ヒューマノイドインターフェース（宇宙人）。自称「コンピ研部長の彼女」で、コンピ研部長が閉鎖空間内に引き込まれて不登校になった際にSOS団に助けを求めに来る。ハルヒ行きつけの喫茶店でバイトをしているらしく、店員として登場する。
北高生徒会長の側近。 九曜（くにょん）が登場した後は、長門の部屋に度々登場する。

シャミセン
キョンの飼い猫。珍しい雄の三毛猫で威厳なしのダンディな口調。家で退屈なキョンの妹に、過激に弄ばれる事もしばしば。

神人（しんじん）
原作同様、閉鎖空間で暴れまわる青い巨人。超能力戦隊に倒される役。原作と違って喋ったり、斬られても分裂したりできる。限定版第3巻同梱の小冊子「古泉一樹の過去」では、超能力者を狩る神人も登場した。

無限ライオン（むげんライオン）
声 - 松岡由貴
本作オリジナルキャラ。宇宙を旅する生物。ハルヒに召喚された後、長門によってみくるの買った「魔法のキュウス」の魔人となった。その後はみくるに「むーちゃん」と名付けられ「魔法のキュウス」で飼われている。変形することでマフラーにもなるが、ハルヒの前では変形しないように躾られている。単行本3巻には、本来群生で生命を維持する細胞のような生物で、単独行動を取る無限ライオンは酷く短命…という嘘予告が描かれた。
アニメでは、初登場時に既にみくるに飼われており、召喚されてみくると出会うエピソードは端折られていた。

キミドリさん
声 - 白石稔
本作オリジナルキャラ。長門がキョンに貰った黄緑色の風船から作った犬のような人工生命体。単行本2巻、連載誌では『エースアサルト』の読み切り版にて初登場。名前は本人が「体の色にちなんでキミドリさんとでも呼んでください」と発言したためであり、前述の喜緑江美里とは無関係。あちゃくらさんと行動を共にすることが多いが、長門と共にあちゃくらさんを弄ぶこともある。丁寧な言葉遣いで喋り基本的に真面目だが、かなりいい加減な面もある。
元がゴム風船なので、たまにしぼんだり破裂したりしてしまうこともある。また天然ゴム素材なので、当然水に流したり燃やそうとしたりしてはいけない。体内の空気を自由に水素もしくはヘリウムガスに変化させ、宙に浮くことが出来る。空気中の水分を吸収し体内に集めることも出来、それによりメタボ犬とでも言うべき大型犬に進化が可能。但しやりすぎると破裂する。巻が進むにつれ、体が縞模様になる、長身になる、赤くなるなど、元の姿から大きく変化することが多くなっており、その都度あちゃくらさんに「キモイ」と突っ込まれている。あちゃくらさん同様、猫が天敵。性別の概念はなく、口は見うけられない。おやつは砂糖水だが実際には事前にあちゃくらを怒らせてしまっていたため、ただの水にグレードダウンさせられた。キョンの妹には、最新型の「AIBO」として認識されている。
あちゃくらさんにチョコレートを詰められ冷蔵庫に閉じ込められたことがある。
あちゃくらさんが回想しようとすると自分の出番が減るため全力で阻止する。
凡庸犬型水面移動浮輪キミドリ
ジョグレス進化により、浮き輪と合体したキミドリ。風船にはない強度と、尻尾をプロペラとして利用することでどんな波も越えることができる。これ以外にもあちゃくらサイズの長靴になったこともあった。

宇宙うさぎ（月面うさぎ / 超科学宇宙うさぎ）
ハルヒの空想により生まれた本作オリジナルキャラ。両耳が酸素ボンベになっている。とある十五夜の満月の日、ハルヒの思いつきのせいで突然に月に登場した。いつもは月面上を飛び回ったり、あるいは仲間がいなくて寂しがって凹んだりしているが、その実態はハイテクな侵略者。地球には天敵の狼男（谷口）がいて、攻めてこられないらしい。長門だけが、宇宙うさぎの存在を感知している。

佐々木（ささき）
中学時代にキョンの親友だった女子。キョンとはかなり親しく普通なら付き合ってしまいそうな設定だが恋愛関係には発展していない。
8巻冒頭で橘・藤原・九曜とともに佐々木団として唐突に登場しており、一緒にいたキョンも困惑していた。
黒まねき猫（くろまねきねこ）
10巻でキョンの初夢の中に登場する黒猫の姿をした佐々木。

橘 京子（たちばな きょうこ）
機関と敵対する組織に属している超能力者。登場時には森さんに対してトラウマがあったが、その後の一件で森さんに憧れていたことが判明しその際に優しくされたことから、森さんを先輩と慕っている。その後は森さんに弟子入りし機関にも出入りするようになった。
鷹（たか）
キョンの初夢の中に登場する橘。鷹屋さんと異なりちゃんと鷹のコスプレをしている。

藤原（ふじわら）
ハルヒの能力を佐々木に移植するために現代にやって来た未来人の男性。佐々木団の集まりでは、高飛車な態度で全員に憎まれ口をたたいているが、発した台詞は最終的に自分の行動に対して撥ね返ってくる。みくる（大）が姉らしい。
コーヒーゼリー
キョンの初夢の中に登場する藤原。高飛車な態度だが富士山のようなコーヒーゼリーであるため特に何もできない。

周防 九曜（すおう くよう）
宇宙人。喜緑さんがそばに来るとその腕をつかもうとする習性がある。佐々木団の集まりでは、パフェを見つめ続けている。
くにょん
喜緑さんに「猫みたい」と言われたことで暗示にかかり猫耳が生えあちゃくらさんサイズになった姿。喜緑さんに懐いており一緒に暮らしている。その大きさからあちゃくらさんのライバルとなったが、喜緑さんが出かけている時には長門の部屋であちゃくらさんたちと一緒に過ごしている。
ナス
キョンの初夢の中に登場するナスの格好をした九曜。

会長（かいちょう）
北高校の生徒会長。出番は少なめ。ものすごく察しがよく、喜緑さんのわかりにくい説明でも理解し納得している。原作とは違い、煙草を吸うなどの悪行は見られない（と説明されている）。

渡橋 泰水（わたはし やすみ）
9巻冒頭から登場したSOS団の新入団員。湯気で皮膚がひりつくほど熱いお茶を入れたりするなど、ややドジっ子。入団当初からみくるに愛でられている。

### 『超能力戦隊ショー』
丸鶴デパート屋上のヒーローショー。
サイコマン
サイコマンの名称は、アニメのみ。5人組（アニメでは赤・青・黄の3人組）の戦隊で、怪人にやられそうになると「ヒゲ仮面」に助けを求め、彼らは応援にまわり、怪人が弱ったところでとどめだけを刺す。

ヒゲ仮面
新川さんが演じるヒゲの紳士。このヒーローショーのピンチのときの声援では、サイコマンではなく彼が呼ばれる。
怪人
森さんが演じる怪人。

### 『怪獣大決戦 ナガモン対ミクルン』
文化祭においてハルヒ超監督の元制作された映画第二弾。元々はSOS団内の衣替えでハルヒがみくるの夏用の衣装を描こうとした際に、（いろいろ書き足して）最終的に怪獣の対決の様子になってしまっていたものを、鶴屋さんが見て「特撮でもするのかい」と言った事でハルヒが乗り気になり、実現した。
なお、タイトル通り怪獣同士の対決がメインのはずであり、『モスラ対ゴジラ』のような展開を見せていたが、単行本4巻のラフ画において、さらに谷口隊員が変身する変身ヒーローまで登場する事が判明。しかし観客からは「ミクルンだけでいいだろ」と不評であった。
宇宙怪獣ナガモン（うちゅうかいじゅうナガモン）
長門の演じるゴジラを思わせる怪獣。設定としては「星々をめぐり全てを破壊しつくそうとしている」と語られている。

守護獣ミクルン（しゅごじゅうミクルン）
みくる演じるモスラを思わせる怪獣。スクール水着に蛾のような羽と触角という衣装となっている。設定としては「古代超科学文明が作りだした」らしい。目覚めさせるには目覚めの唄をフルコーラスで歌い切る必要がある。

小巫女 鶴屋（しょうみこ つるや）
鶴屋さん演じる小美人を思わせる小人。ミクルンを呼び出す唄を歌う。

谷口隊員
地球防衛軍の一員。実は変身ヒーローなのだが、ミクルンに対して酷い声援を送る。

国木田隊員
地球防衛軍の一員。

古泉少年
古泉演じるミクルンを目覚めさせる超能力者。

## 本作オリジナルの用語・設定
「機関」
原作同様、超能力者の集団であるが、資金の工面などのため、スポンサーである鶴屋家の鶴屋神社でのバイトや、丸鶴デパート屋上でのヒーローショーなどを行っている。また、ハルヒの暇つぶしにと、部室のテレビ用の放送局を作り怪しい通販番組の放送も行っている（もっとも、ハルヒには関心を持たれず、みくるの方がはまってしまったが）。
近頃は恋愛的なイベントへの暗躍にも一役買っている。
超能力戦隊（ちょうのうりょくせんたい）
5人（当初は4人）の超能力者による戦隊。古泉をリーダー（レッド）として閉鎖空間で神人と戦っている。一応色分け（ブルー・イエロー・ピンク、5人目の色は不明）はされているが、全員赤く光るので意味は全く無い。必殺技は、円陣を組んで敵にぶつかるイリュージョンカッターなど。

鶴屋家
鶴屋さんの一家。ハルヒたちの町の最も大きな財閥で、ハルヒたちが騒ぐ居場所を求めていると、すかさず鶴屋さんが鶴屋家所有の土地を提供し、事を大きくする。ちなみにそれらは、鶴屋家の関係者しか入れず、鶴屋さん曰く「いわく付き」。古泉達「機関」の力を使ってでもセキリュティが堅いため、新川さん曰く「三分間が限界」とのこと。なお、一家には鶴屋流古武術なるものが存在するらしく、鶴屋さんが19歳の若さで免許皆伝になるのは異例の模様でがキョンは嘘くさいと言っていたものの、ある事件がきっかけでそれを信じることとなる。
丸鶴デパート
「超能力戦隊ショー」が開かれるデパート。
鶴屋家所有の無人島
なぜか鶴屋さんも把握していない遺跡がある。
鶴屋神社
正月などは、「機関」メンバーがバイトしている。
鶴屋家所有の公園
複数所有しており、「鶴屋家所有七夕専用公園」「花見専用公園」などの季節行事専用のものや、鶴屋さんがトレーニングするための専用公園が確認されている。
鶴屋山
原作における同名の山は、キョンが勝手にそう名付けていただけだったが、本作ではこれが正式名称で同名のバス停も存在する。熊をはじめとする猛獣が生息し、その生態系の頂点に鶴屋さんが君臨している。

### ゲーム作品
メイドロワイヤルシリーズ
メイドロワイヤル
長門がお気に入りのゲーム作品。全年齢対象の泣きゲー。コミック・ライトノベル・アニメ化などのメディア展開も行われている。
メイドロワイヤルII
メイドロワイヤルの続編の対戦格闘ゲーム。ハルヒパワーで、音声コマンド入力から最終的には声援のみでキャラクターが動くというものに改変されてしまった。
メイドロワイヤルIII
武本康弘の寄贈コメントに登場。
またこれら以外にも初期に数回だけだが長門が成人向けであろうタイトル不詳の兄妹モノゲームをしているシーンがある。この時音が盛大に漏れていたため、事を案じたキョンがウサギ型ヘッドホンをプレゼントした。
朝倉涼子の冒険
敵であるキミドリさんを倒していくシューティングゲーム。ボスは巨大なキミドリさんで倒すと仲間にできる。神ゲーを予感させたが、実際は、ボス（おそらく、ラスボス）の長門により最初の面に戻されるという無理ゲーであった。
長門が作った恋愛ゲーム
今作に登場する女性キャラクター8人をヒロインとした恋愛シミュレーションゲーム。正式にタイトルは付けられていない。

## 書誌情報

### 単行本
- 谷川流（原作） / いとうのいぢ（キャラクター原案） / ぷよ（作画） 『涼宮ハルヒちゃんの憂鬱』 角川書店→KADOKAWA〈角川コミックス・エース〉、全12巻
  1. 2008年5月26日初版発行（5月22日発売[4]）、ISBN 978-4-04-715062-1
  2. 2008年12月26日初版発行（12月20日発売[5]）、ISBN 978-4-04-715158-1
  3. 2009年7月25日初版発行（7月22日発売[6]）、ISBN 978-4-04-715263-2
    - 限定版：2009年7月9日初版発行（7月7日発売[7]）、ISBN 978-4-04-715198-7

  4. 2009年12月26日初版発行（12月23日発売[8]）、ISBN 978-4-04-715352-3
  5. 2010年11月25日初版発行（11月24日発売[9]）、ISBN 978-4-04-715561-9
  6. 2011年9月18日初版発行（9月17日発売[10]）、ISBN 978-4-04-715779-8
  7. 2012年11月26日初版発行（11月21日発売[11]）、ISBN 978-4-04-120493-1
  8. 2013年12月26日初版発行（同日発売[12]）、ISBN 978-4-04-120960-8
  9. 2014年3月4日初版発行（同日発売[13]）、ISBN 978-4-04-121040-6
  10. 2015年3月26日初版発行（同日発売[14]）、ISBN 978-4-04-102878-0
  11. 2017年2月4日初版発行（同日発売[15]）、ISBN 978-4-04-105043-9
  12. 2019年5月2日初版発行（5月1日発売[16]）、ISBN 978-4-04-107906-5

### 関連書籍
- 『らき☆すた×涼宮ハルヒちゃんの憂鬱 でっかいお楽しみBON』2008年12月27日発売[17]、ISBN 978-4-04-854292-0

## アニメーション
『にょろーん ちゅるやさん』とともにアニメ化されることが発表された。アニメーション制作は京都アニメーション、監督は武本康弘、キャラクターデザインは西屋太志。声優はオリジナル版と同じく『涼宮ハルヒの憂鬱』の出演陣をそのまま起用している。当初キャラクターは3DCGをベースに描かれていたが、第5話から完全な手描きに移行した。また、話によっては一部のカットに『涼宮ハルヒの憂鬱』を流用している部分が存在する。
YouTubeの角川アニメチャンネルで2009年2月13日より第1話が配信される予定だったが、製作遅延により延期されたとして、School Daysの「Nice boat.」のパロディ映像が配信され、2月14日より改めて第1話の配信が開始された。角川チャンネル及び公式ページでの「気が向いたら更新」の言葉どおり、はじめは不定期ペースの配信が行われていたが、次第に毎週金曜日の22時頃に2話分を配信するようになった。2009年05月13日にエンディングが配信され、「Nice boat.」のパロディ映像が配信されてからちょうど3か月間の配信が終了した。
『にょろーん☆ちゅるやさん』とともに、第14回（2009年）アニメーション神戸賞作品賞・ネットワーク部門を受賞。

### スタッフ
- 原作 - 谷川流・いとうのいぢ[3]
- 漫画 - ぷよ（月刊少年エース・ザ・スニーカー連載）[3]
- 構成 - 涼宮ハルヒちゃんと愉快な仲間たち
- 監督 - 武本康弘[3]
- キャラクターデザイン - 西屋太志[3]
- チーフプロデューサー - 安田猛
- 友情プロデューサー - 伊藤敦、八田英明
- 美術監督 - 篠原睦雄[3]
- 色彩設計 - 石田奈央美
- 撮影監督 - 中上竜太
- 音響監督 - 鶴岡陽太
- 音楽 - 神前暁
- アニメーション制作 - 京都アニメーション[3]
- 制作協力 - アニメーションDo
- 製作 - えすおーえす団[3]（角川書店・角川映画・京都アニメーション・クロックワークス・ランティス）

### 各話リスト
配信開始は日本時間。
| 話数   | 配信開始       | サブタイトル                                         |
| ------ | -------------- | ---------------------------------------------------- |
| 第1話  | 2009年 2月14日 | 体は鶴でも心は鷹さっ                                 |
| 第2話  | 2月17日        | ん？長門オンリー？                                   |
| 第3話  | 2月20日        | あの犬の名前は何でしょう？                           |
| 第4話  | 2月23日        | キョンくん、長門さんが、長門さんが…                  |
| 第5話  | 2月27日        | ドッチボールで勝負しよう！                           |
| 第6話  | 2月27日        | エッチなのは感心しませんっ！                         |
| 第7話  | 3月6日         | ドキっ、若干、女の子多めの運動会                     |
| 第8話  | 3月6日         | 豆でも喰うか…                                        |
| 第9話  | 3月13日        | 登場人物は全員メイドです！                           |
| 第10話 | 3月13日        | 傘すげー                                             |
| 第11話 | 3月20日        | じゃあ、みくるちゃん。さっそく服を脱いでちょうだい！ |
| 第12話 | 3月20日        | 男もただもらうだけじゃなくてなんかこう努力しなさい！ |
| 第13話 | 3月27日        | そうだハロウィンをしよう！                           |
| 第14話 | 3月27日        | 主人公がしちゃいけない顔になっているわよ             |
| 第15話 | 4月3日         | 風船、すげー                                         |
| 第16話 | 4月3日         | まっわーれっ！                                       |
| 第17話 | 4月10日        | そういうお前はとーさんだっ！                         |
| 第18話 | 4月10日        | キョンくん、キョンくん。こんなん見つけたー           |
| 第19話 | 4月17日        | みんな、今日はクリスマスパーティをするわよ！         |
| 第20話 | 4月17日        | キミドリさーーんっ！                                 |
| 第21話 | 4月23日        | ヒゲ仮面ーーんっ！                                   |
| 第22話 | 4月23日        | これを着てもらえれば分かる                           |
| 第23話 | 5月1日         | 自称、オレの笑いは伝染する                           |
| 第24話 | 5月1日         | あのころの私はそれはもう使命感に燃えていました       |
| 第25話 | 5月8日         | PCゲーム？『涼宮ハルヒちゃんの憂鬱』                 |

### 主題歌
オープニングテーマ「いままでのあらすじ」
作詞 - 畑亜貴 / 作曲・編曲 - 神前暁 / 歌 - えすおーえす団（涼宮ハルヒちゃん（平野綾）、キョン（杉田智和）、朝比奈みくる（後藤邑子）、古泉一樹（小野大輔）、長門有希（茅原実里））
エンディングテーマ「あとがきのようなもの」
作詞 - 畑亜貴 / 作曲・編曲 - 神前暁 / 歌 - えすおーえす団（涼宮ハルヒちゃん（平野綾）、キョン（杉田智和）、朝比奈みくる（後藤邑子）、古泉一樹（小野大輔）、長門有希（茅原実里））

### 挿入歌
「Paradise Lost」（第6話）
作詞 - 畑亜貴 / 作曲・編曲 - 菊田大介 / 歌 - 長門有希（茅原実里）

### 関連商品

#### CD
- いままでのあらすじ（2009年4月22日発売）

#### DVD・BD
- 『涼宮ハルヒちゃんの憂鬱&にょろーん☆ちゅるやさん DVD最初』2009年5月29日セル版・レンタル版発売
- 『涼宮ハルヒちゃんの憂鬱&にょろーん☆ちゅるやさん DVD次』2009年6月26日セル版・レンタル版発売
- 『涼宮ハルヒちゃんの憂鬱&にょろーん☆ちゅるやさん DVD最後』2009年7月31日セル版・レンタル版発売
- 『涼宮ハルヒちゃんの憂鬱&にょろーん☆ちゅるやさん Blu-ray Disc Box』2010年8月27日発売

#### 書籍
- 『涼宮ハルヒちゃん&ちゅるやさんのこうしき』2009年9月24日発売[19]、ISBN 978-4-04-854402-3

## ゲーム
『涼宮ハルヒちゃんの麻雀』
角川書店によるPlayStation Portable用麻雀ゲームソフト。2011年7月7日に発売された。